# Respawn Entertainment
Respawn Entertainment, LLC ist ein US-amerikanischer Spieleentwickler, gegründet von Jason West und Vince Zampella, die das Call-of-Duty-Franchise gegründet und bis 2010 als Infinity Ward entwickelt haben. Das Studio wurde von Electronic Arts am 1. Dezember 2017 erworben.

## Geschichte
Am 1. März 2010 änderte Activision seinen Bericht mit der United States Securities and Exchange Commission, um die Benachrichtigung hinzuzufügen, dass zwei ihrer leitenden Angestellten (Jason West und Vince Zampella) von Infinity Ward aufgrund von „Vertragsverletzungen und Gehorsamsverweigerung“ gekündigt wurden. Basierend auf Aussagen von Jason West und Vince Zampella soll Activision versucht haben, sie auf verschiedene Art und Weise zu kündigen, weil diese von John Riccitiello, dem Geschäftsführer von Konkurrent Electronic Arts, zu einem Essenstermin eingeladen wurden und ein Jobangebot erhielten, das sie dankend ablehnten. Dies sollte für Activision ausreichend gewesen sein, um ihnen vorzuwerfen, dass sie Infinity Ward von innen zerstören und zum Konkurrenten Electronic Arts wechseln wollten.
Am 12. April 2010 berichtete die Los Angeles Times, dass West und Zampella ein neues Independent-Spieleentwicklungsstudio namens „Respawn Entertainment“ gründen. Sie haben sich beim „EA Partners Program“ eingetragen, um finanzielle Unterstützung zu erhalten. West und Zampella behalten aber das Recht an ihrem geistigen Eigentum, das von ihnen in Zukunft produziert wird. Am 10. Juli 2010 wurde bekannt gegeben, dass 38 von 46 Infinity-Ward-Mitarbeitern zu Respawn Entertainment wechseln.
Electronic Arts kaufte das Unternehmen für 151 Millionen US-Dollar in bar und bis zu 164 Millionen US-Dollar in Aktien. Die Übernahme erfolgte am 1. Dezember 2017.

## Entwicklungen
| Jahr | Titel                            | Plattform                                                                               | Publisher                       |
| ---- | -------------------------------- | --------------------------------------------------------------------------------------- | ------------------------------- |
| 2014 | Titanfall                        | Microsoft Windows, Xbox 360, Xbox One                                                   | Electronic Arts                 |
| 2016 | Titanfall 2                      | Microsoft Windows, Xbox One, PlayStation 4                                              | Electronic Arts                 |
| 2019 | Apex Legends                     | Microsoft Windows, Xbox One, PlayStation 4, Nintendo Switch, PlayStation 5, Xbox Series | Electronic Arts                 |
| 2019 | Star Wars Jedi: Fallen Order     | Microsoft Windows, Xbox One, PlayStation 4                                              | Electronic Arts                 |
| 2020 | Medal of Honor: Above and Beyond | Oculus Rift                                                                             | Oculus Studios, Electronic Arts |
| 2023 | Star Wars Jedi: Survivor         | Microsoft Windows, PlayStation 5, Xbox Series                                           | Electronic Arts                 |

EA-Games-Label-Chef Frank Gibeau gab auf der E3 2011 im November bekannt, dass Respawn Entertainments EA-veröffentlichter Shooter „Science-Fiction-orientiert“ sein wird und mit Spielen wie Gears of War und Halo konkurrieren kann. Im April 2013 ließ Respawn den Titel „Titan“ als geschütztes Markenzeichen eintragen.
Im Juni 2013 präsentierte Respawn Entertainment auf der E3 Titanfall. Am 22. Oktober 2013 gaben sie bekannt, dass der Release am 11. März 2014 in Nordamerika und am 13. März in Europa stattfinden wird.
Im März 2015 wurde angekündigt, dass Respawn an einer Fortsetzung von Titanfall arbeitet. Titanfall 2 wurde am 28. Oktober 2016 veröffentlicht.
Im Juni 2014 wurde angekündigt, dass Stig Asmussen, der vorher für Sony Santa Monica an der God-of-War-Serie gearbeitet hat, dem Team als Game Director für ein zweites Projekt, das nichts mit Titanfall zu tun hat, beigetreten ist. Januar 2016 fand man durch die Jobliste heraus, dass das Projekt ein Third-Person-Action-Adventure-Spiel ist. Am 4. Mai 2016, dem Star Wars Day, kündigte Asmussen an, dass Respawn Entertainment ein Third-Person-Star-Wars-Spiel entwickelt.
Im Oktober 2017 wurde angekündigt, dass Respawn Entertainment an einem Virtual-Reality-First-Person-Shooter für die Oculus Rift mit 2019 als Veröffentlichungsziel arbeitet.
Im Februar 2022 wurde bekannt, dass die Entwicklung eines Singleplayer-Ego-Shooters im Titanfall-Universum eingestellt wurde. Am 28. April 2023 ist mit Star Wars Jedi: Survivor ein Nachfolger zu Star Wars Jedi: Fallen Order erschienen.